# Сонячне (Житомирський район)
Со́нячне (до 05.08.1965 року — Андрі́ївка) — село в Україні, в Житомирському районі Житомирської області. Населення становить 541 осіб.

## Географія
У лісі навколо села росте листопадний кущ — ірга. Найдовша в селі Вулиця Ігоря Сікорського (Сонячне), довжина 2900 м.

## Історія
У 1906 році колонія Левківської волості Житомирського повіту Волинської губернії. Відстань від повітового міста 7 верст, від волості 18. Дворів 81, мешканців 412.
В кінці XIX століття власником села був Аршеневський Андрій Олександрович, відставний підполковник, дворянин Волинської губернії Російської імперії. Власне село назвав своїм іменем, яке називалося Андріївка.
Постраждало від геноциду українського народу, проведеного урядом СРСР 1932—1933.

## Населення

### Мова
Розподіл населення за рідною мовою за даними перепису 2001 року:
| Мова       | Кількість | Відсоток |
| ---------- | --------- | -------- |
| українська | 533       | 98.52%   |
| російська  | 8         | 1.48%    |
| Усього     | 541       | 100%     |

## Постаті
- Гнатюк Володимир Володимирович (1980—2015) — старший солдат Збройних сил України, учасник російсько-української війни.

## Галерея

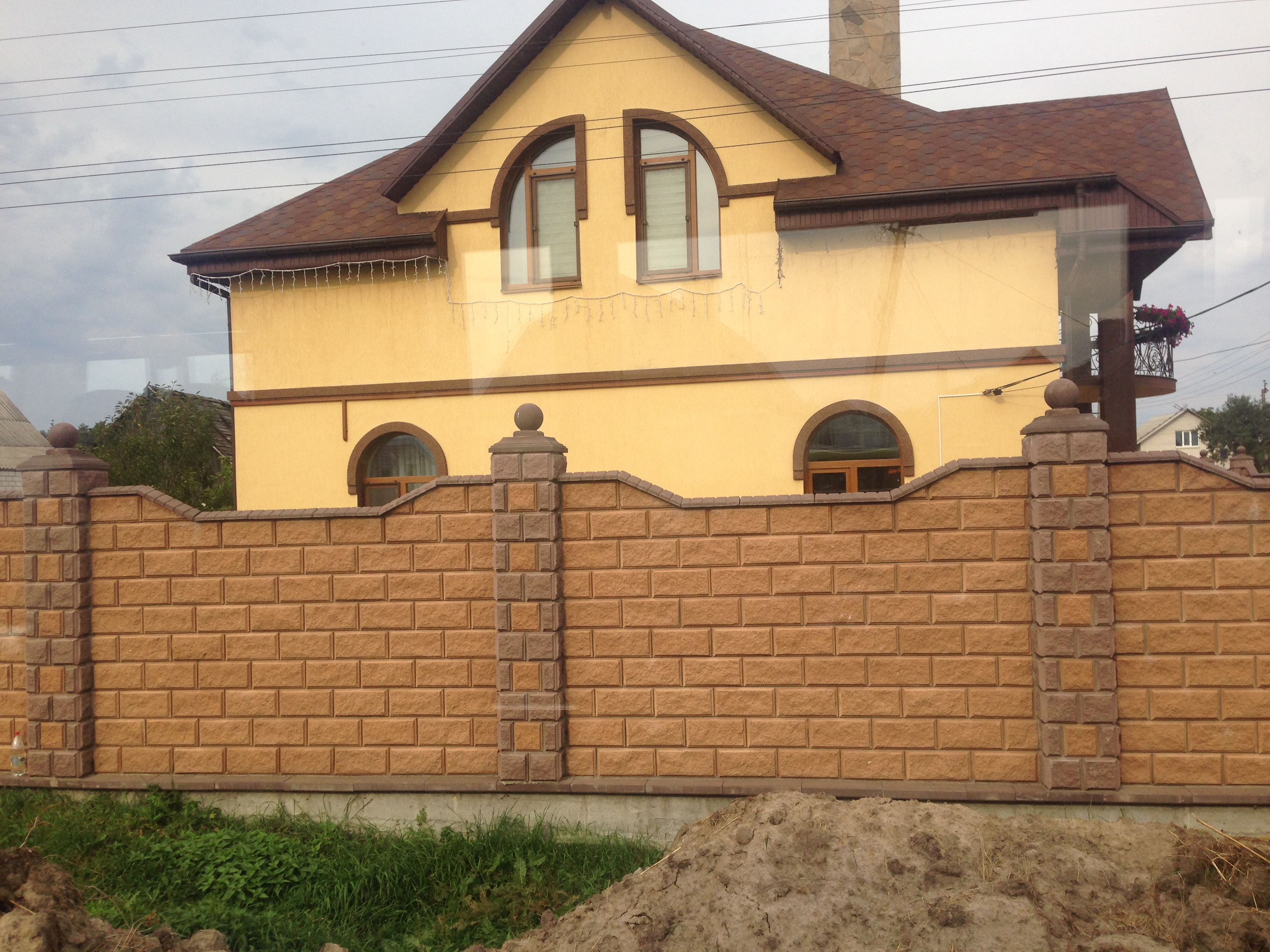
Вулиця Ігоря Сікорського
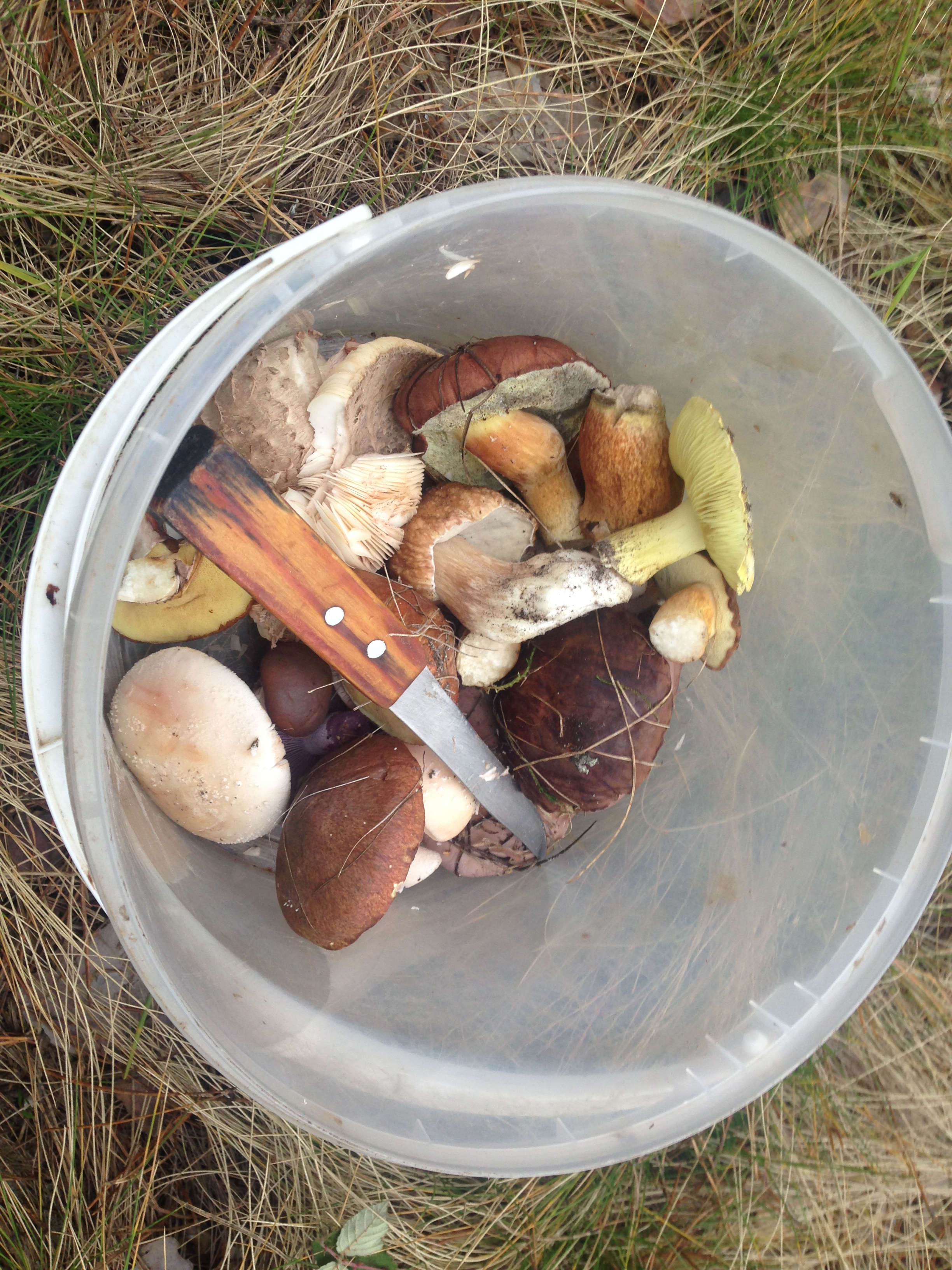
Осінні гриби
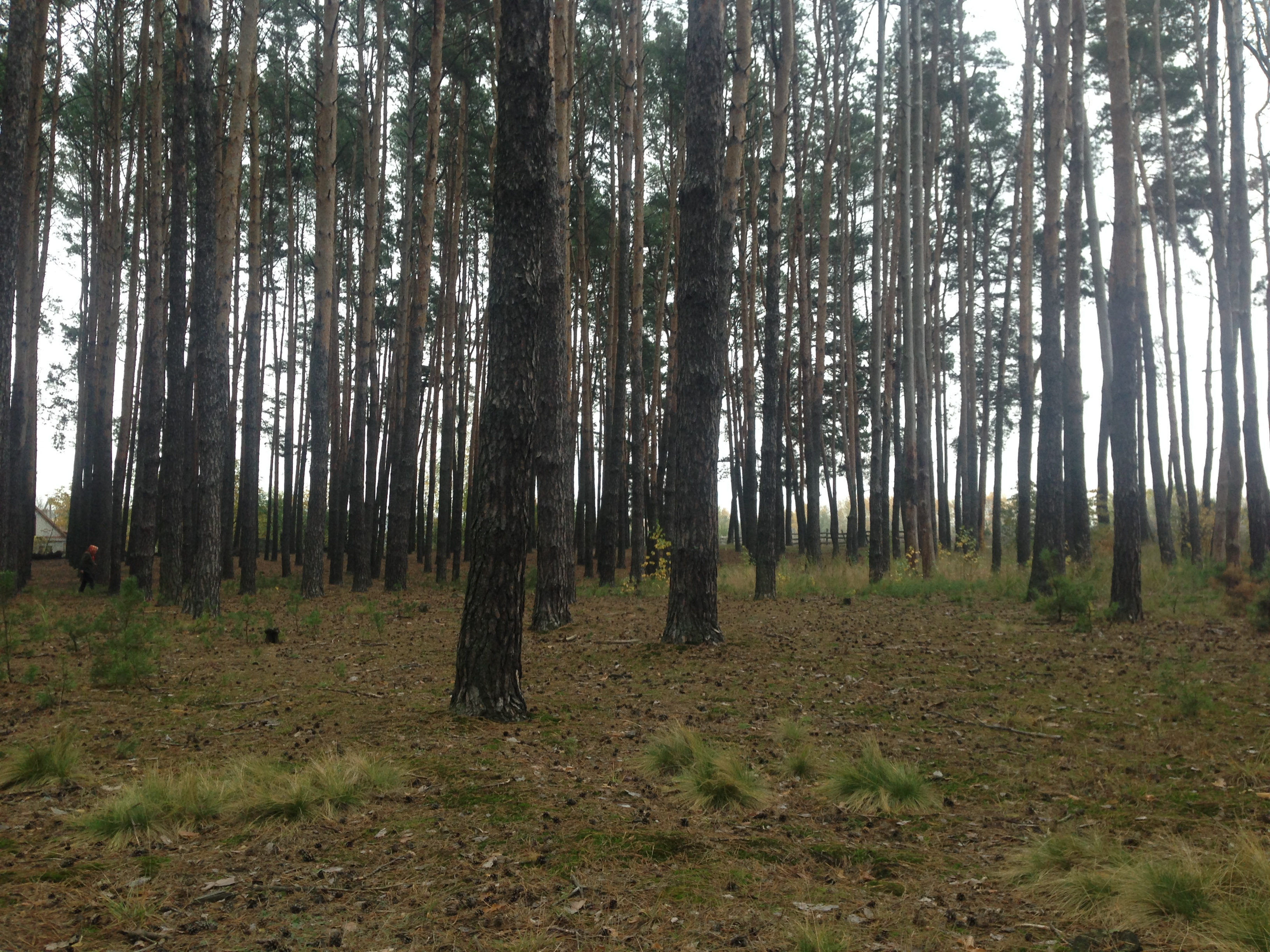
Сосновий ліс. Сонячне
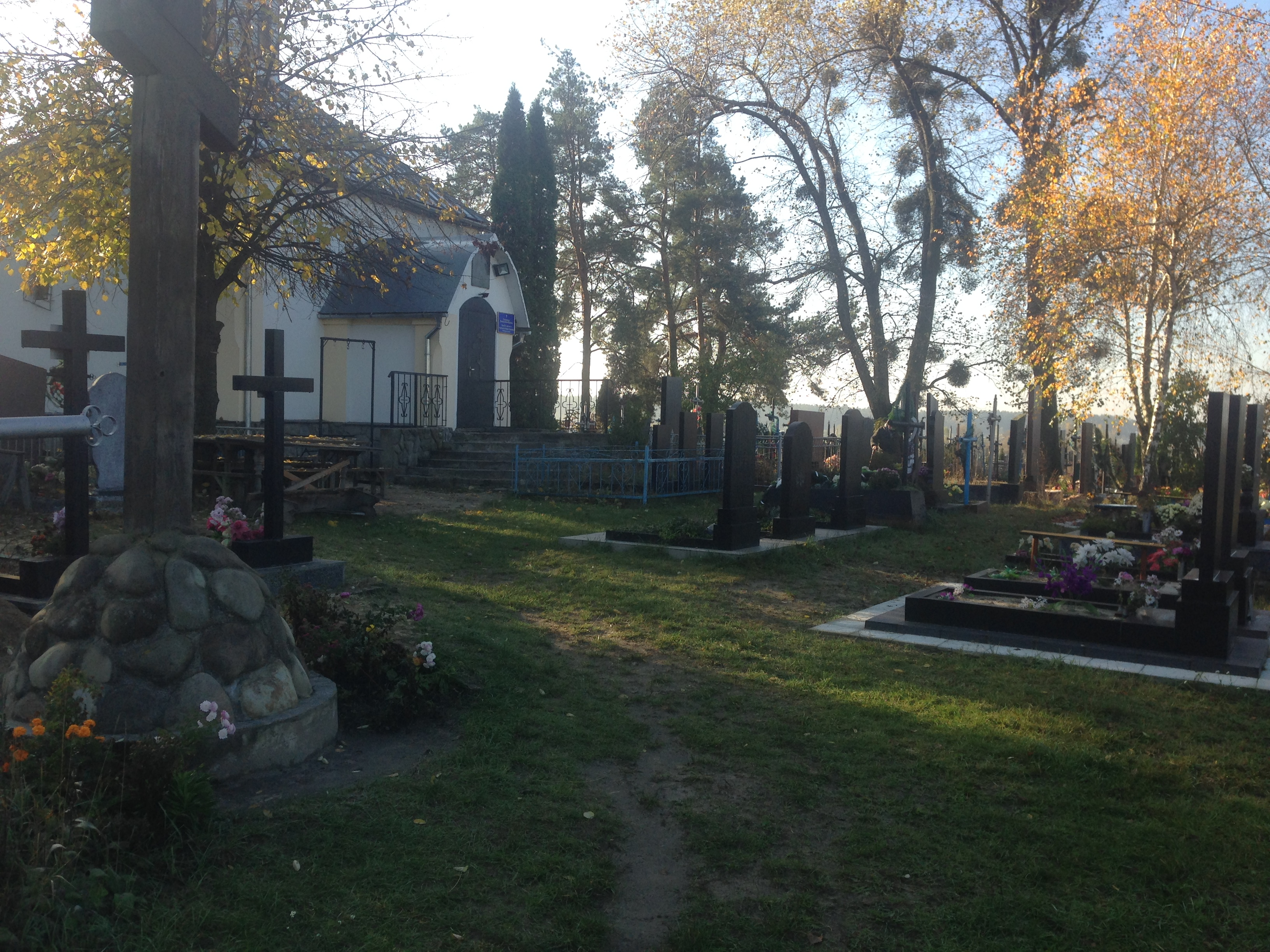
Церква МП на кладовищі
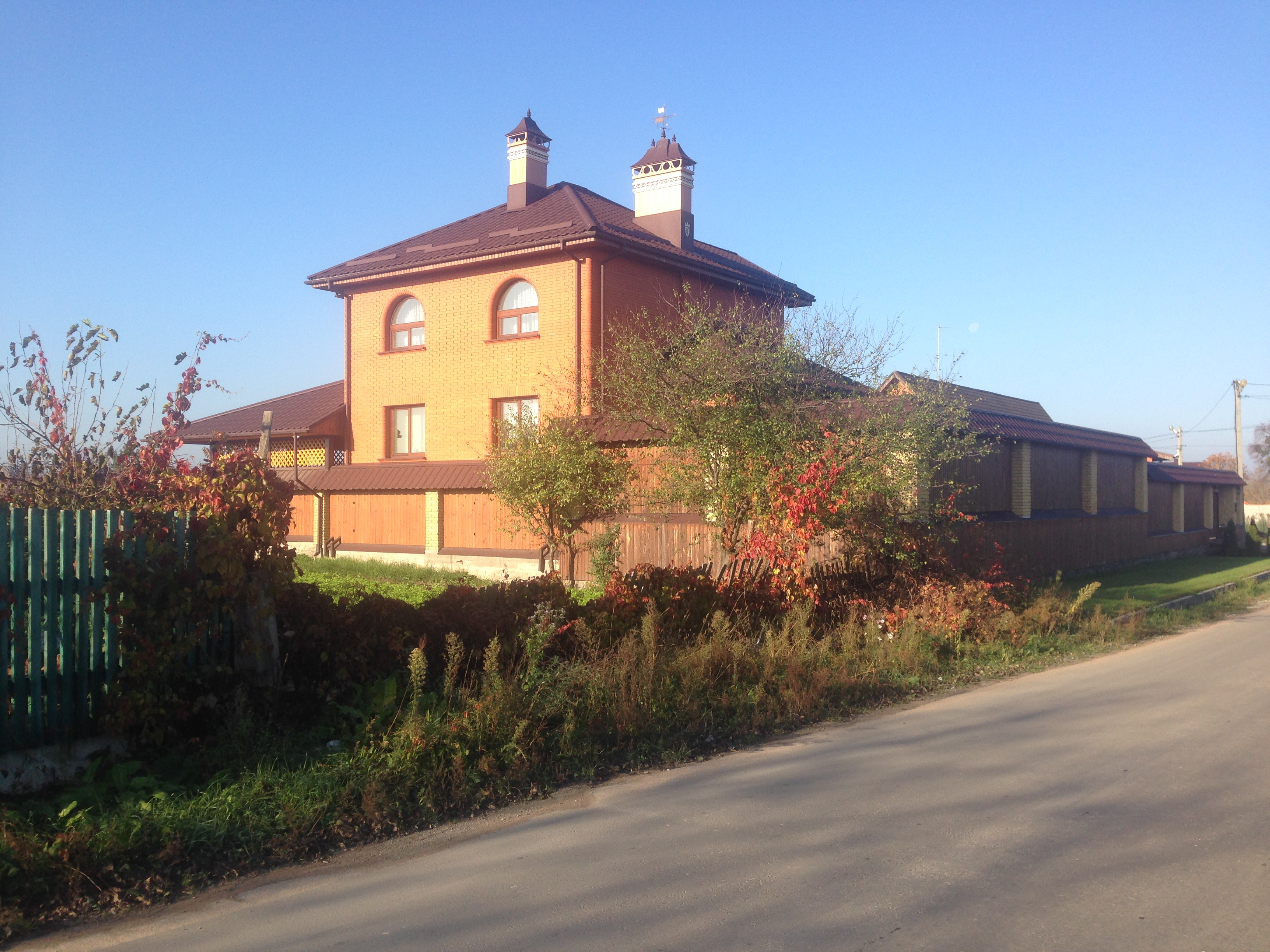
Вулиця Ігоря Сікорського. Сонячне
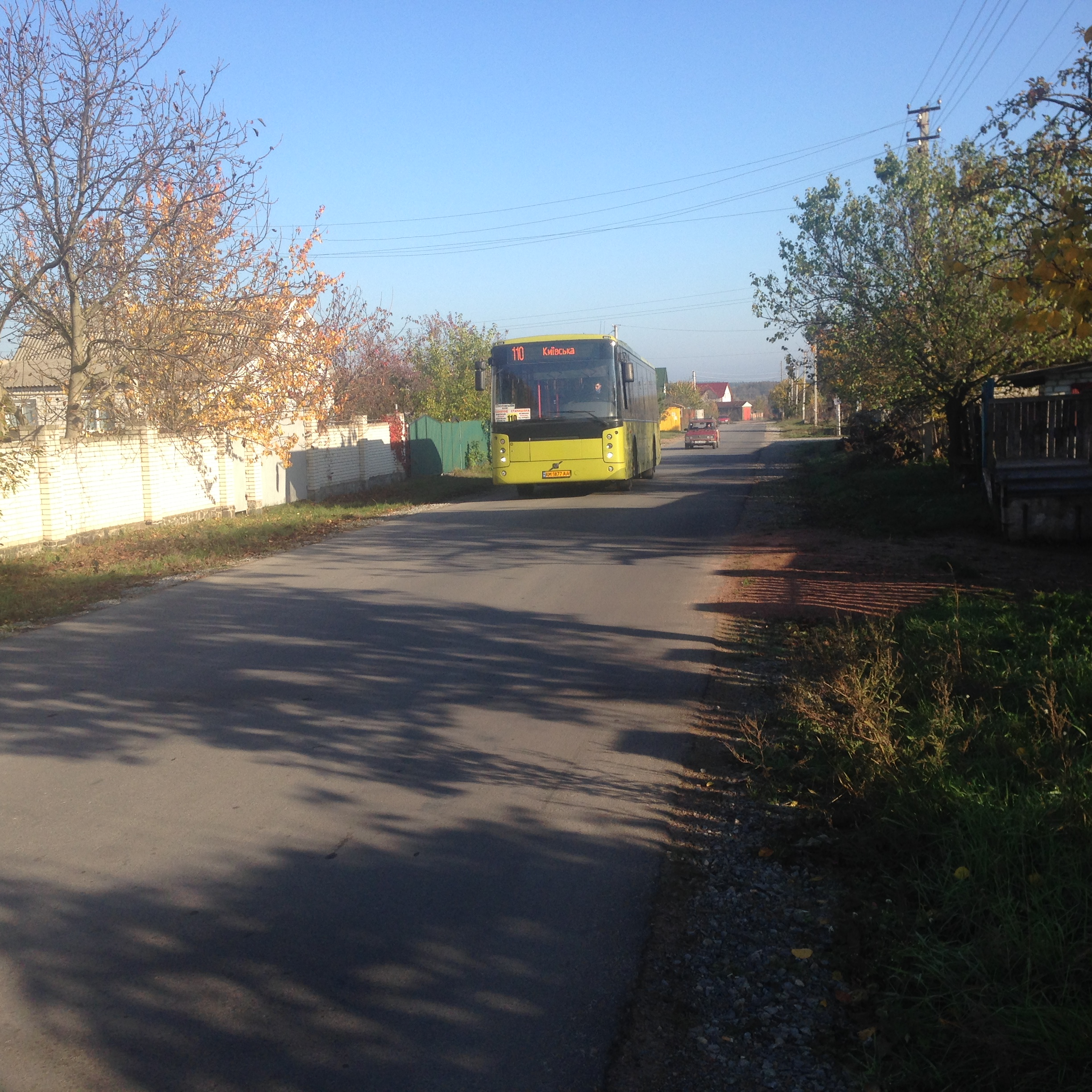
Автобус 110 на маршруті
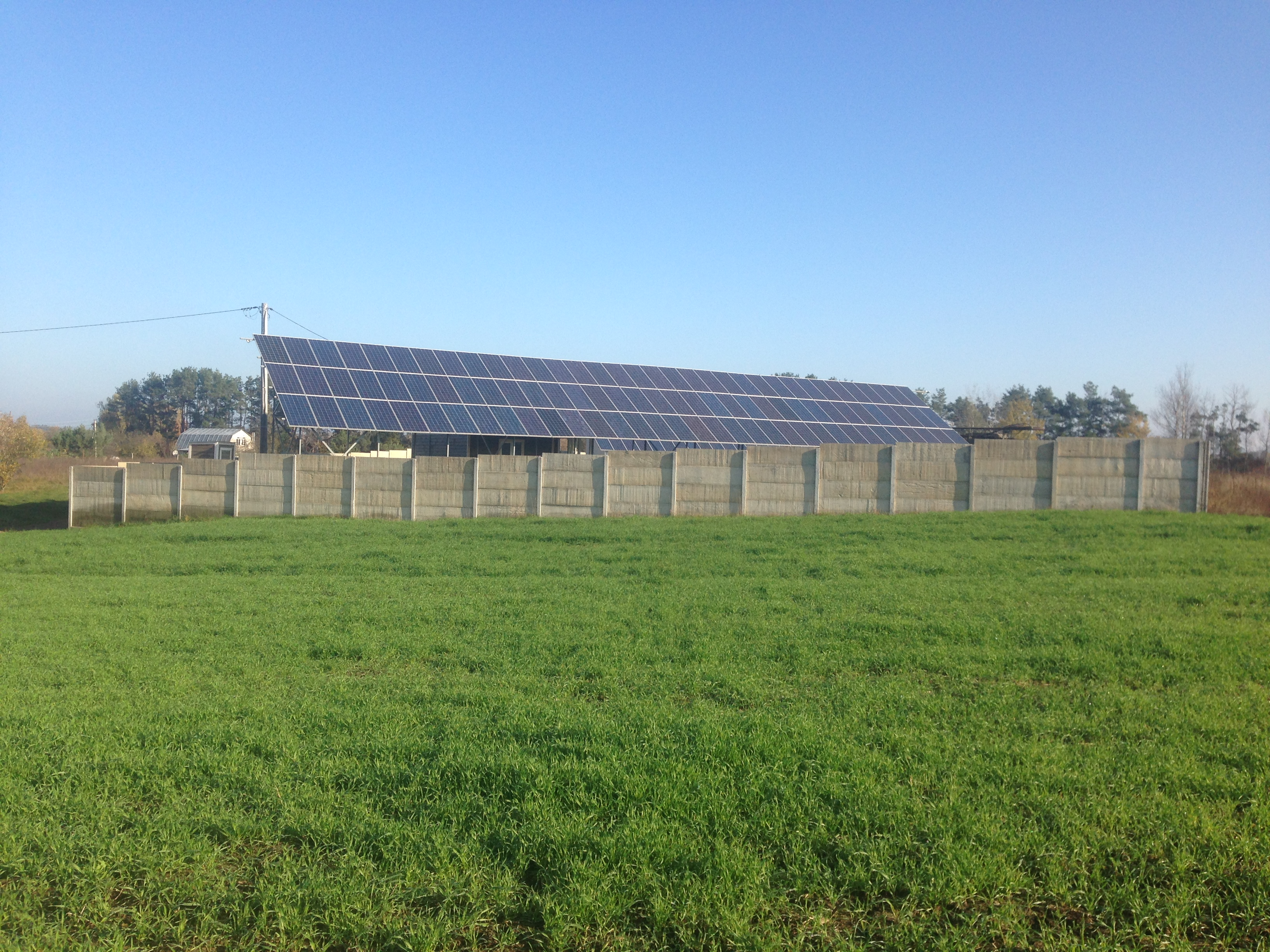
Сонячна електростанція
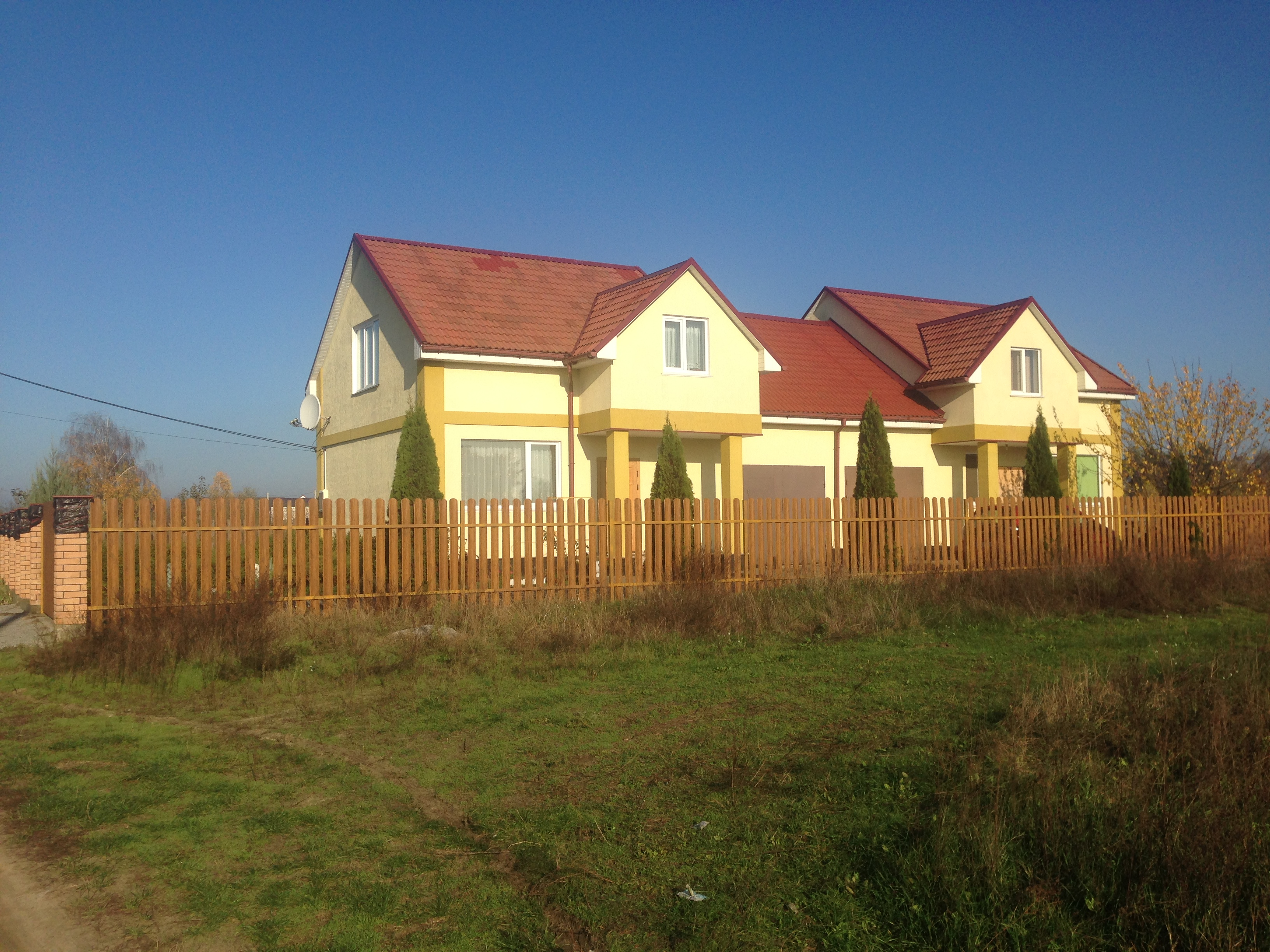
Північно-східна околиця Сонячного
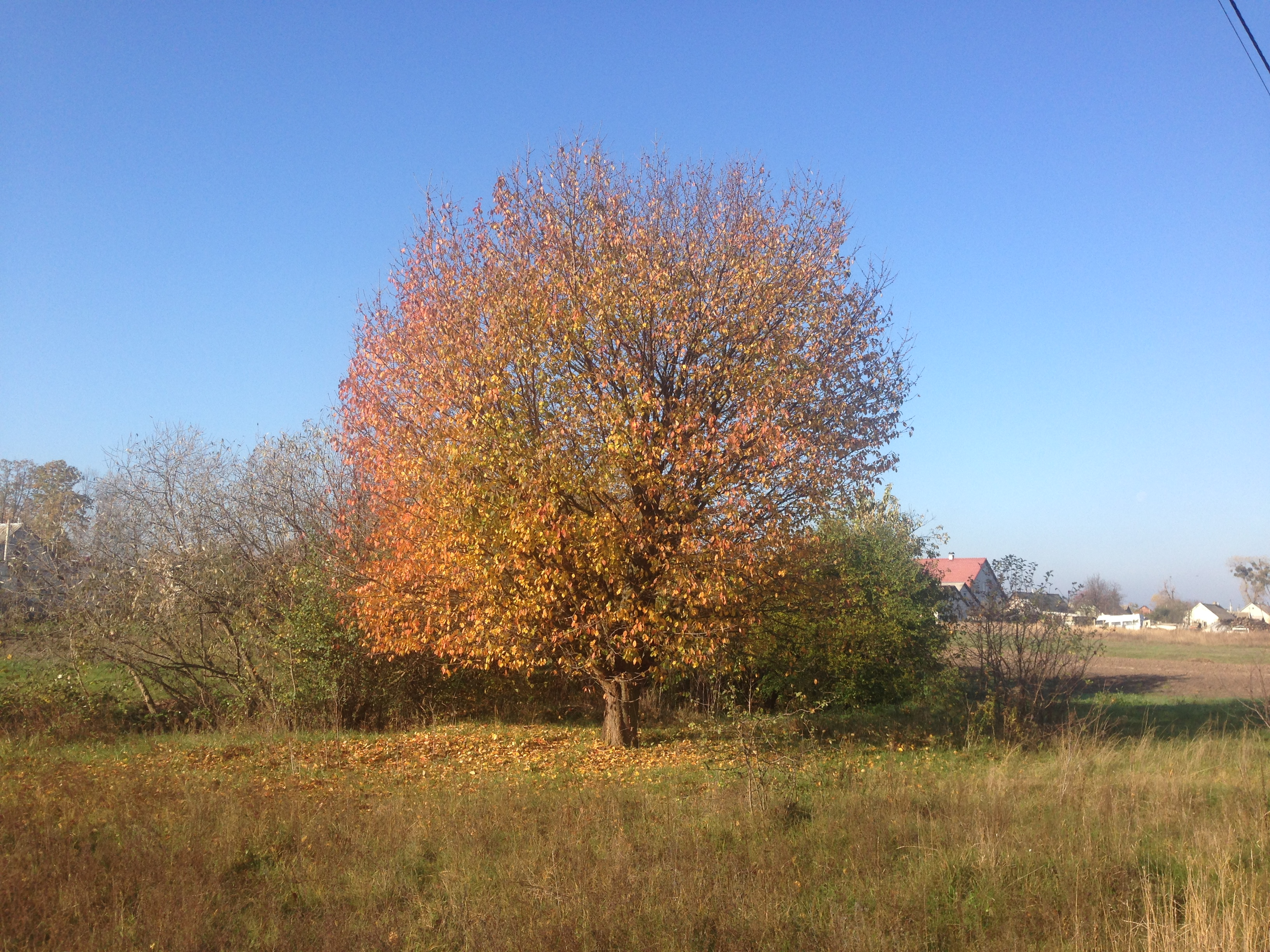
Осіння палітра. Сонячне
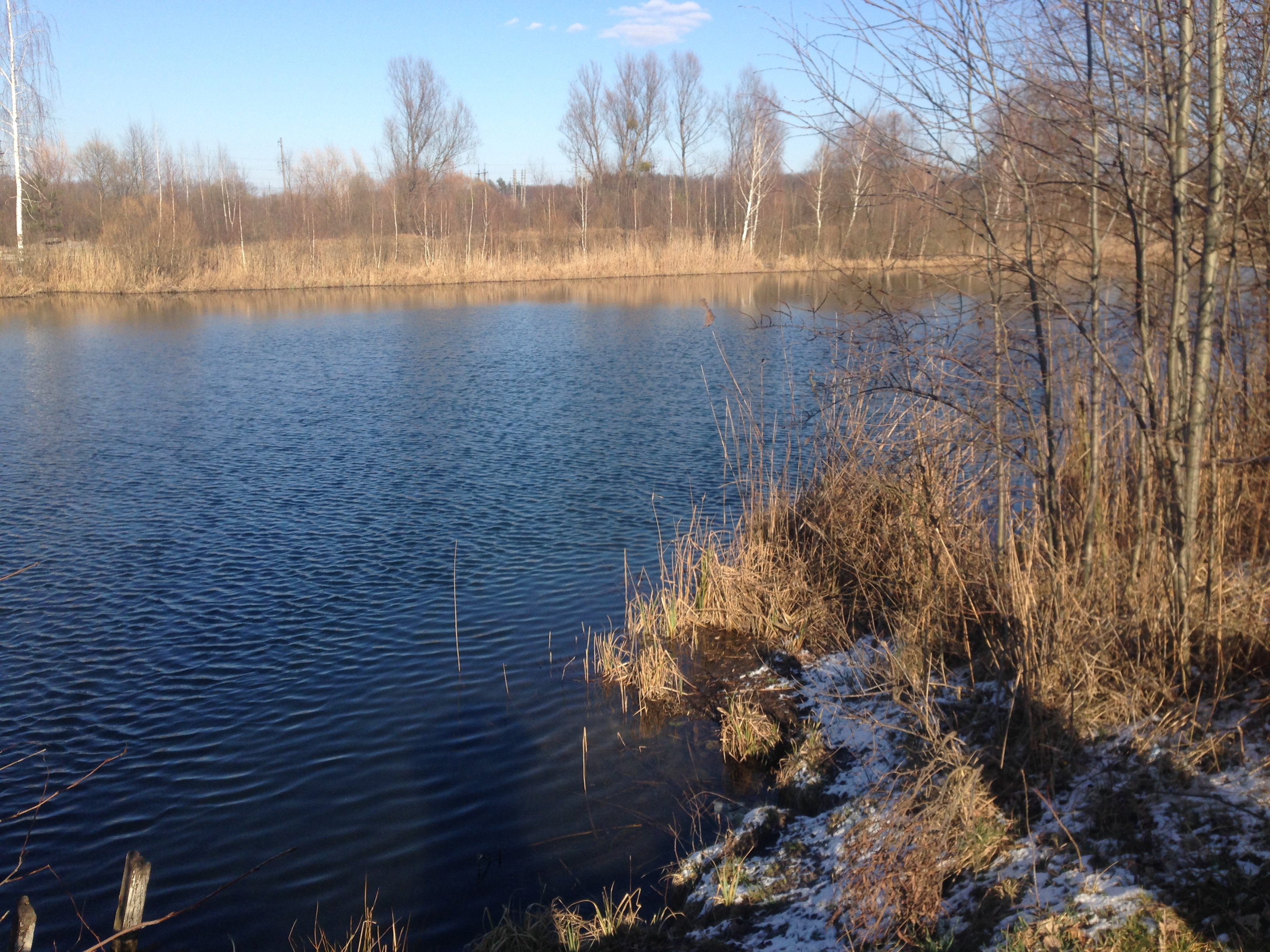
Дачний ставок. Сонячне
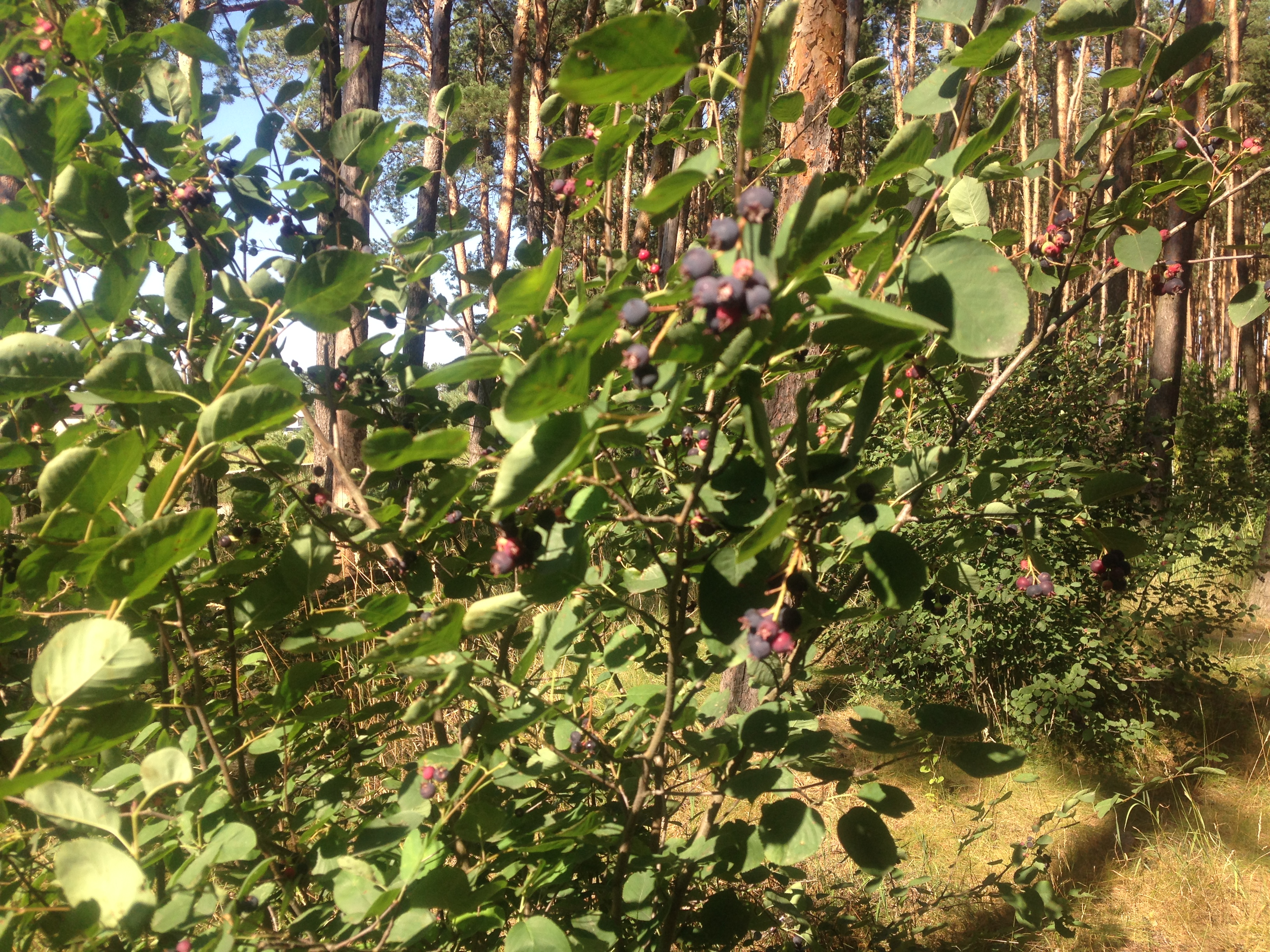
Ірга у сосновому лісі. Сонячне
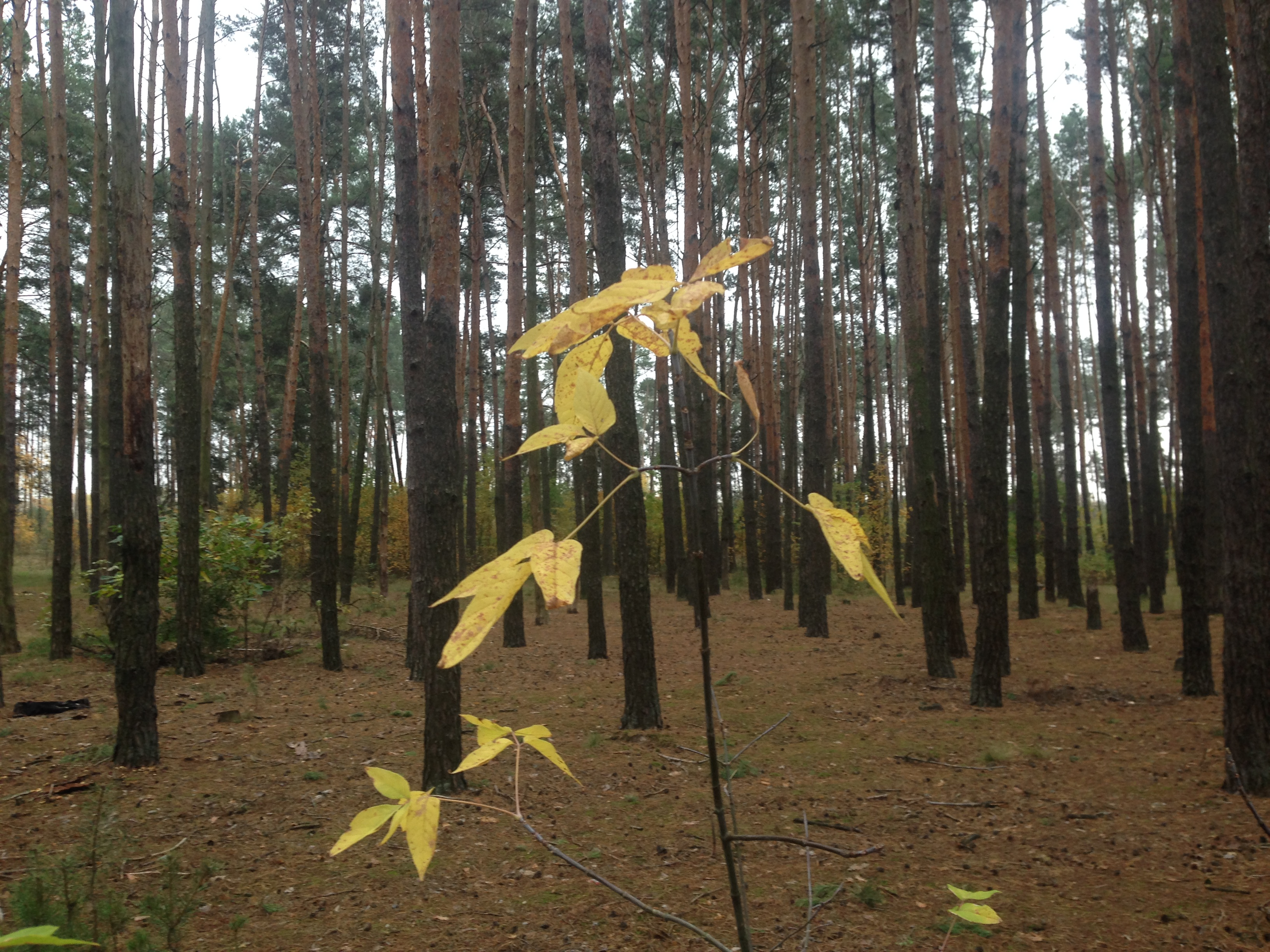
Осінні барви. Сонячне
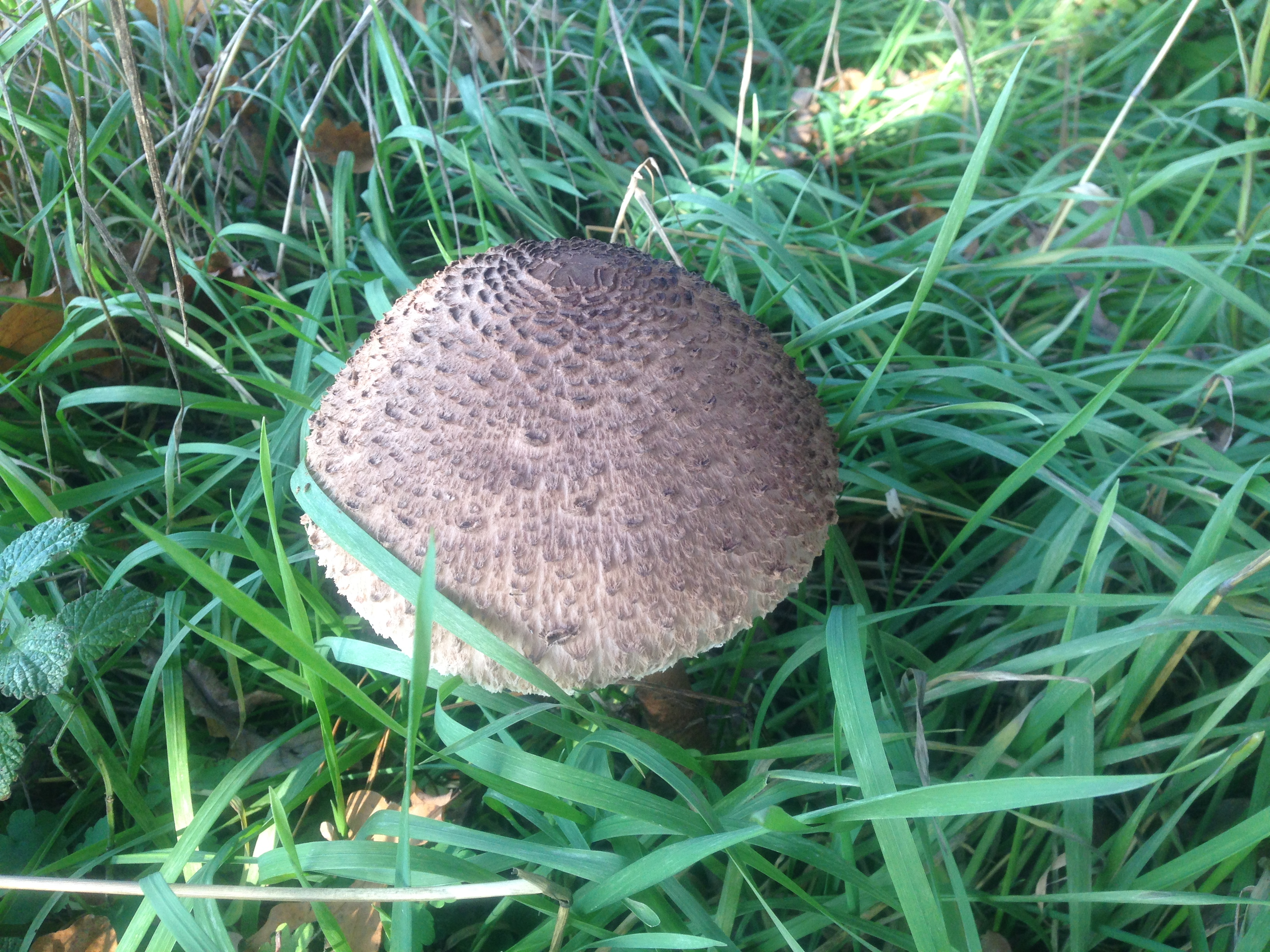
Гриб-зонтик великий, Сонячне
Занедбана водонапірна башта, Сонячне